# 有吉弘行の脱ぬるま湯大作戦
『有吉弘行の脱ぬるま湯大作戦』（ありよしひろいきのだつぬるまゆだいさくせん）は、2018年8月3日からAmazonプライム・ビデオにて配信されているバラエティ番組。制作元はTelevider Entertainment。

## 概要
近年はMC業を中心に活躍し、体を張ったお笑い番組が少なくなってきたことを嘆くお笑い芸人・有吉弘行が“お笑いアベンジャーズ”を結成。Amazonから派遣された覆面姿の秘密結社に挑むバラエティー番組。有吉が尊敬するダチョウ倶楽部へと捧げるアマゾン版お笑いウルトラクイズとも伝えられ、アトラクションはお笑いウルトラクイズや風雲たけし城へのオマージュと受け取れるものも採用されている。
第6話は4時間超の配信というアマゾンビデオ史上最長クラスの配信時間となっている。

## あらすじ
ラジオ番組での有吉の発言を受け、Amazonが“バキバキに体を張った仕事”を用意。その仕事とは2日間で課題をクリアすれば、Amazonプライムで好きな番組を制作することができる。クリアできなければ有吉は丸坊主、並びに出演者全員で恥ずかしい罰ゲームをするという内容の番組依頼だった。下請け会社のディレクターが有吉に出演を打診し、有吉自ら出演芸人を交渉。“お笑いアベンジャーズ”を結成する。
指定された場所へたどり着くと覆面姿の案内人が現れ、4枚の古地図に書かれたルートをクリアせねばならないこと、すべては有吉が憧れる男だという「ミスターX」が仕込んだことだと伝えられる。果たして有吉率いるお笑いアベンジャーズはミスターXの仕掛けた難関をクリアすることができるのか。

## 出演者

### お笑いアベンジャーズ
- 有吉弘行 - 担当カラー・レッド。隊長。
- カンニング竹山 - 担当カラー・ブルー。有吉いわく「サンミュージックのハルク」。2日目より合流。
- 春日俊彰 - 担当カラー・ピンク。有吉いわく「お笑い界のキャプテンアメリカ」。1日目深夜のみ離脱。
- 田中卓志 - 担当カラー・パープル。有吉いわく「広島が生んだスパイダーマン」。
- 鈴木拓 - 担当カラー・オレンジ。有吉いわく「田中さんから紹介された面白い方」。1日目のみ参加。
- 小峠英二 - 担当カラー・グリーン。有吉いわく「河童」。
- 山崎弘也 - 担当カラー・イエロー。有吉いわく「お笑い界のブラックパンサー」。

### その他出演者
- ミスターX（上島竜兵） - 第5話出演。
- 狩野英孝 - 第1話のみ出演。スケジュールの都合でロケには参加できなかった。

## 配信日程
| 話数  | 配信日       | サブタイトル                       | 時間      |
| ----- | ------------ | ---------------------------------- | --------- |
| 第1話 | 2018年8月3日 | 挨拶がわりのスライダー             | 42分      |
| 第2話 | 8月3日       | 火薬と遊園地                       | 44分      |
| 第3話 | 8月3日       | 都会の人ならギブアップ             | 46分      |
| 第4話 | 8月10日      | 因果応報〜出したものは返ってくる〜 | 37分      |
| 第5話 | 8月17日      | まるボウズか世界配信か             | 48分      |
| 第6話 | 8月24日      | 届けられたSDカード                 | 4時間38分 |

## スタッフ
- ナレーター - 山崎岳彦
- 構成 - 佐藤俊明、村上洋賢
- 技術協力 - fmt、すたじおいろは、エスユー、プレサイド
- 美術協力 - フジアール、秋山メカ
- 撮影協力 - 三慶サービス、ジャパンアクションエンタープライズ、ビッグファイタープロジェクト、関西サイクルスポーツセンター
- 演出 - 長久弦
- チーフプロデューサー - 前原篤
- 撮影協力 - SPINGLASS、ガッツエンターテインメント
- 制作著作 - Televider Entertainment[4]
- スペシャルサンクス - せんだい宮城フィルムコミッション、大崎市、古川商会、アーバンアシスト、我妻建設、スターゲート